# Ле Казине-Перињано-Спинели (Пиза)
Ле Казине-Перињано-Спинели је насеље у Италији у округу Пиза, региону Тоскана.
Према процени из 2011. у насељу је живело 3263 становника. Насеље се налази на надморској висини од 23 м.